# Koforidua Polytechnic
Die Koforidua Polytechnic (dt. Fachhochschule Koforidua) ist eine von zehn Fachoberschulen im westafrikanischen Staat Ghana. Sie wurde in der Hauptstadt der Eastern Region in Koforidua eröffnet.